# Stick 'em up!
『Stick 'em up!』（ステカマ!）は、ピストルバルブの2枚目のフルアルバム。2008年10月22日発売。発売元はR and C Ltd.。

## 解説
初回限定版は「Unofficial」のビデオクリップとスペシャルインタビューを収録したDVDとミニポスター付き。
前作「RATATATTAT!」からわずか9か月で完成させた2枚目のフルアルバムで、メンバー作詞・作曲の楽曲が多く収録されている。

## 収録曲
1. Stick 'em up!
 （作曲:M-chan　編曲:永田“zelly”健志　ホーンアレンジ:永田“zelly”健志＋M-chan）
2. Unofficial
 （作詞:田中秀典　作曲:野間康介　編曲:田中直）
 テレビ東京系『スキバラ』8月度エンディングテーマ／「新宿7キャンプシアター〜2008・夏〜」テーマソング
3. NEW DAYS?
 （作詞:峯音＋ピストルバルブ　作曲・編曲:永田“zelly”健志）
 三井アウトレットパークCMソング
4. Flower love
 （作詞・作曲:とみぃ　編曲:大島こうすけ　ホーンアレンジ:大島こうすけ＋とみぃ）
 フジテレビ系『ザ・ベストハウス123』六代目エンディングテーマ（2008年10月‐2009年6月3日）
5. GEN☆彡
 （作詞:コリーナ　作曲:ラム・アスカ　編曲:大島こうすけ　ホーンアレンジ:大島こうすけ＋ラム・アスカ）
6. oohing & aahing
 （作詞:cotton＋こだまさおり　作曲:原広明　編曲:平田祥一郎　ホーンアレンジ:平田祥一郎＋M-chan）
7. フェイクジャイヴ 〜DJ♮リリアMix〜
 （作曲・編曲:高橋利光＋高宮永徹　リミックス:DJ♮リリア）
 映画「純喫茶磯辺」挿入曲（オリジナル版）
8. Don't Damn Me!
 （作詞:アンドー!　作曲:ラム・アスカ　編曲:永田“zelly”健志　ホーンアレンジ:永田“zelly”健志＋ラム・アスカ）
9. ワルスカ
 （作詞:峯音＋ピストルバルブ　作曲:永田“zelly”健志　編曲:永田“zelly”健志＋ピストルバルブ）
 関西テレビ制作・フジテレビ系『タナゴコロッジ』テーマソング
10. mini scat 60
 （作曲・編曲:永田“zelly”健志）
 映画「劇場版・カンナさん大成功です!」挿入歌
11. Rock This Town
 （作詞・作曲:Brian Setzer ©ROCKIN' BONES MUSIC　編曲:大島こうすけ　ホーンアレンジ:大島こうすけ＋ラム・アスカ）
 アメリカのネオロカビリーバンド、ストレイ・キャッツのカバー曲。
12. ビルと夕陽
 （作詞:峯音+ピストルバルブ　作曲・編曲:佐藤Fisher五魚）
 ピストルバルブがインディーズの頃から存在する曲で、ストリートライブをはじめ、ライブでしか披露されなかった曲。